# 国家保衛立法会議
国家保衛立法会議（こっかほえいりっぽうかいぎ）は、1980年10月22日の国民投票を経て同月27日に発効した大韓民国の第五共和国憲法によって解散された国会の権限を代行する暫定的な立法機関として第五共和国憲法の附則第6条に基づいて設置された機関である。略称は立法会議（입법회의）。

## 概要
第五共和国憲法による最初の国会招集日直前までの国会の権限を代行するために設置され、新憲法が発効された翌日の10月28日に、全斗煥大統領は、立法会議の議員81名を任命した。
| 議長   | 李澔   | 李澔   |
| 副議長 | 丁来赫 | 蔡汶植 |

10月29日の立法会議本会議で選出
| 出身分野     | 人数 | 氏名 |
| ------------ | ---- | --- |
| 政界         | 20   | 丁来赫、朴命根、南載熙、鄭石謨、張承台、蔡汶植、韓英洙、高在清、柳漢烈、呉世応、孫世一、権仲敦、劉沃祐、金潤煥、申相楚、李鍾律、金哲、李泰九、趙鍾昊、陳懿鍾 |
| 経済界       | 3    | 鄭寿昌、柳琦諪、朴泰俊 |
| 学界         | 13   | 金相浹、鄭義淑、権彝赫、徐明源、安世熙、朴奉植、朴承載、金大煥、羅昌柱、金満堤、韓基春、朴一慶、尹謹植                                                       |
| 法曹界       | 8    | 鄭喜沢、金泰清、李珍雨、尹吉重、金仕龍、李丙昊、李範烈、任煐得                                                                                               |
| 宗教界       | 8    | 姜信明、李炳主、李永福、徐京保、趙香禄、全達出、金鳳鶴、李鍾興                                                                                               |
| 婦人代表     | 4    | 金正礼、金幸子、安牧丹、李慶淑 |
| 労働組合     | 1    | 鄭漢株 |
| 文化社会     | 9    | 李澔、宋志英、鄭範錫、朴仁珏、金準、権正達、朴潤鍾、李正植、李鍾賛                                                                                           |
| 言論界       | 3    | 方又栄、李源京、李振羲 |
| 在郷軍人会   | 2    | 李孟基、李亨根 |
| 国保委（軍） | 10   | 李光魯、李基百、沈裕善、趙英吉、李祐在、金永均、盧載源、朴鍾汶、鄭泰秀、徐東烈                                                                               |

出典：尹景徹『分断後の韓国政治－1945～1986－』（木鐸社）417頁記述より。

## 立法会議で成立した主要な法律
- 政治風土刷新のための特別措置法案

政治的､社会的腐敗と混乱に顕著な責任があると認められた既成政治家の政治活動を1988年6月30日まで禁止。これにより、民主共和党の金鍾泌や、新民党の金泳三など、当時の韓国政界における主要な政治家が、与野党を問わず強制的に引退させられた。
- 政党法改正案

政党成立のための資格要件を緩和。国会議員選挙で有効投票2％未満の得票しか獲得できなかった政党の登録の取消。
- 政治資金法改正案

中央選挙管理委員会の監督機能の強化、政治資金範囲の拡大。
- 社会安全法と保護処分制度
- 集示法改定案

集会やデモに対する規制の強化。
- 国家保安法改正案

反共法を廃止し､国家保安法に統合する。
- 大統領選挙法案

第四共和国時の統一主体国民会議の代議員による選挙から、大統領選挙人団による間接選挙に改める（野党候補の出馬も容認）。
- 言論基本法案
- 労働法改定案
- 農漁村の後継者育成基金法案

これらを含め､118件の法律案と動議案を処理した立法会議は、1981年3月25日の第11代総選挙を最後に、同年3月31日に解散した。